# Okulice (województwo małopolskie)
Okulice – wieś w Polsce położona w województwie małopolskim, w powiecie bocheńskim, w gminie Rzezawa.
W latach 1975–1998 miejscowość należała do województwa tarnowskiego. Integralne części miejscowości: Przedewsie, Skotnica, Zastawie.

## Położenie
Okulice położone są w północno-zachodniej części gminy. Od zachodu graniczą z gminą Bochnia. W swojej gminie sąsiadują z sołectwami:
- Bratucice – od północy
- Dębina – od wschodu.

Wieś leży na terenie Bratucickiego Obszaru Chronionego Krajobrazu.

## Części wsi
| SIMC    | Nazwa      | Rodzaj                          |
| ------- | ---------- | ------------------------------- |
| 1047587 | Przedewsie | część wsi (zniesiona w 2023 r.) |
| 0830204 | Skotnica   | część wsi                       |
| 0830210 | Zastawie   | część wsi                       |

## Nazwy obiektów fizjograficznych
Bagienko, Bania, Boconek, Byk, Glina, Granicznik, Kąt, Łaniec, Łożnica, Łóżeczko, Machnowiec, Młynczysko, Moszna, Obrycka, Olszowa Łąka, Osiek, Piaski, Przeczki, Stawiska, Tłoki, Zadworze, Zwierzyniec.

## Historia
Okulice są najstarszą wsią gminy Rzezawa. Pierwotne nazwy to: Vcolici, Vcol, Ukol – przypuszczalnie od imienia osadnika założyciela Vcol i były własnością królewską. W XI wieku otrzymali je benedyktyni z Tyńca z nadania króla Bolesława Śmiałego i królowej Judyty (pierwsza żona Władysława Hermana) (niektórzy historycy podważają to nadanie). Okulice znalazły się w kompleksie dóbr klucza książnickiego, położonego w przeważającej części na lewym brzegu Wisły i obejmującego 25 wsi.
Ciekawą wiadomość, bez podania źródła podaje A. Hirschber: ...w lasach bratucickich opodal Raby są Okulice, w których siedzieli fabri = rzemieślnicy klasztoru tynieckiego (najprawdopodobniej – kowale, faber oznacza bowiem najczęściej rzemieślnika w przemyśle metalowym)... Podczas badań archeologicznych natrafiono na piece hutnicze.
12 czerwca 1392 część gruntów odsprzedano Janowi Niedzwiedziowi. W 1392 przeniesiono je na prawo niemieckie. Benedyktyni pozbyli się Okulic w roku 1537, sprzedając je Zbigniewowi Rupniewskiemu. W połowie XVII w. część Okulic była własnością monarchy i należała do starostwa niepołomickiego.
Okulice weszły pod panowanie Austrii już podczas I rozbioru. Później należały do dominium niepołomickiego i były pod bezpośrednim zarządem cesarza.

## Kościół w Okulicach
Zasugerowano, aby ta sekcja została przeniesiona do artykułu.
Początkowo Okulice należały do kościoła parafialnego w Cerekwi. Według legendy kaplica w Okulicach miała powstać z wdzięczności za zwycięstwo w miejscu ukazania się Matki Boskiej podczas bitwy 3 maja 1285 roku. Jan Długosz wymienia Okulice wraz z kaplicą pod wezwaniem „Zwiastowania Najświętszej Marii Panny”. Kaplica uległa zniszczeniu na początku XVI w. Drewno z tej kaplicy spalono w gorzelni. Obrazy i sprzęt przeniesiono do Cerekwi.

Ludzie licznie przybywali w to miejsce, by się pomodlić. Postawiono krzyż, który został ścięty przez sołtysa z Okulic Rupniewskiego (po 1537 r.). Krzyż postawiono ponownie, przy którym, pod namiotem odprawiano Mszę św.
Około 1588 (1545) roku wybudowano tu drugi, drewniany kościół pod wezwaniem „Narodzenia Najświętszej Marii Panny”. Do tego kościoła został podarowany Obraz Najświętszej Marii, przez Wojciecha Krutskiego, przed rokiem 1598.
Kościół był konsekrowany w 1647 r. przez bp. sufragana krakowskiego Wojciecha Lipnickiego, pod wezwaniem Nawiedzenia Najświętszej Marii Panny. Został przebudowany staraniem ks. Aleksandra Kownackiego (1647–1687). Ponowna konsekracja tego kościoła pod wezwaniem „Narodzenia Matki Boskiej i św. Aleksandra” odbyła się 8 września 1697 r., przez ks. Stanisław Szembeka, biskupa sufragana krakowskiego.
W następnych latach wybudowano murowaną dzwonnicę, w której umieszczono dwa dzwony. Jeden z datą 1648 podarowany przez Prota Kątskiego.
Kościół ten spalił się w 1780 a obraz ocalał. Dzwonnicę przerobiono na kaplicę, mogło się w niej mieścić 8 osób.
Trzecią świątynię zaczęto wznosić w roku 1809, jednak już w 1813 została ona uszkodzona przez powódź. Kościół ten poświęcił podczas odpustu na Zielone Świątki w 1815 r., ks. Antoni Kopczyński, dziekan wojnicki i proboszcz Szczurowski. Kościół groził zawaleniem. Dopiero w latach 1838–1840 przeprowadzono remont. Mury ściągnięto żelaznymi ankrami. Tak zabezpieczony został konsekrowany pod wezwaniem „Najświętszej Marii Panny”  w czerwcu 1842 r. przez ks. Józefa Wojtarowicza biskupa tarnowskiego.
18 lipca 1867 kościół otrzymał prawo kapelani lokalnej.
Parafię w Okulicach erygował w 1888 biskup I. Lobos. Pierwszym proboszczem został ks. Andrzej Mucha. Do Okulic przybył on 5 sierpnia 1884 r. zanim jeszcze powstała parafia.
W latach 1949–1959 staraniem ks. J. Augustyna wybudowano nowy, czwarty kościół w stylu neobarokowym. Został on konsekrowany przez bp. K. Pękalę 17 maja 1959 roku. 8 kwietnia 1962 prymas Polski, kardynał Stefan Wyszyński uroczyście koronował cudowny obraz znajdujący się w Okulicach od XVI wieku.

### Cudowny obraz w Okulicach
Obraz Matki Bożej namalowany jest na trzech spojonych deskach. Obraz ma wymiary 110 x 70 cm., należy do typu Hodygitrii. Jest on kopią obrazu Matki Boskiej Częstochowskiej sprzed przemalowania po roku 1430, twórca nieznany.
Obraz do kaplicy podarował Wojciech Krutski przed rokiem 1598, jako wotum za cudowne ocalenie matki podczas zarazy i siostry przy porodzie.
W roku 1655, gdy szwedzi najechali na Polskę, ks. Aleksander Kownacki, proboszcz z Cerekwi wraz z obrazem, schronił się w Wiśniczu. Według legendy podczas mszy św. obraz pokrył się perłowym potem.
W 1664 r, bp Mikołaj Oborski, sufragan krakowski, nakazuje spisywanie darowizn, ofiar i łask oraz wyraził życzenie, by przy kościele okulickim mógł rezydować kapłan. Do tego czasu dojeżdżał z Cerekwi, by odprawiać Mszę św. w piątki i święta Matki Bożej.
W XVII wieku obraz był zasłaniany dwuskrzydłowymi drzwiczkami, na których wisiały liczne wota, w tym złote tablice ofiarowane przez księżną Helenę z Ossolińskich Lubomirską. 18 września 1685 roku wydano dekret o okulickim obrazie.
W przeprowadzonych rekwizycjach w latach 1784–1810 zabrano ze skarbca okulickiego kosztowności na sumę 1587 florenów.
Staraniem ks. A. Muchy sprawiono nowe srebrne, pozłocone korony i sukienkę.
Dnia 1 maja 1905 roku Papież Pius X wydał breve, udzielając na zawsze odpustu zupełnego dla kościoła w Okulicach w uroczystość Zielonych Świąt, Narodzenia Matki Boskiej i św. Józefa. Uroczystość koronacji cudownego obrazu przez Prymasa Polski kard. Stefana Wyszyńskiego odbyła się 8 września 1962 roku.
Po kradzieży koron w 1990 r. w następnym roku dokonano rekoronacji obrazu, koronami które poświęcił Ojciec św. Jan Paweł II w Rzeszowie. Rekoronacji dokonał ks. bp. Józef Życiński ordynariusz diecezji tarnowskiej.
Do tutejszego sanktuarium dociera wiele lokalnych pielgrzymek. Wiele razy, przed wyborem na Stolicę Piotrową, bywał tu Karol Wojtyła, późniejszy papież Jan Paweł II. Wizyty te upamiętnia papieski monument autorstwa Czesława Dźwigaja, odsłonięty przed kościołem w 1987 roku.

## Ruch spółdzielczy
W roku 1890 zostało w Okulicach zawiązane Kółko rolnicze przez ks. proboszcza Jędrzeja Muchę. W 1891 kółko to założyło sklepik towarów mieszanych. Kółko pobierało drzewo w Gawłówku w ilości 2000 sągów drzewa rocznie i drzewo to sprzedawało z zyskiem 1 K na sągu. Również kółko rolnicze dzierżawiło od Zarządu Lasów Państwowych w Gawłówku większe obszary łąk i poddzierżawiało je miejscowej ludności.
9 maja 1906 roku Sąd handlowy zarejestrował „Spółkę oszczędnościowo pożyczkową w Okulicach”, w ogólnopolskim systemie Raiffeisena, z liczbą 293 członków, z końcem 1911 roku, z 4 gmin. W roku 1911 przełożonym Zarządu był ks. prob. Jędrzej Mucha, kasjerem był Jan Gnutek, a przewodniczącym Rady Nadzorczej był Stanisław Gawłowicz nauczyciel.
W roku 1909 pożyczono pieniądze na: zakup gruntu – 25 pożyczek, zakup budynków – 20, spłata uciążliwych długów – 17, spłatę rodziny – 2, kupno inwentarza – 9, zasiewy – 1, prowadzenie handlu – 1, kupno pasz i nawozów 2 pożyczki.
W Okulicach oprócz spółki oszczędnościowej powstała 13 kwietnia 1907 r. „Spółka Rolnicza” pod patronatem Wydziału Krajowego. Zajmująca się obrotem środków do produkcji rolniczej, jak i skupem produktów rolnych. Z końcem roku 1910 skupiła 48 udziałowców.
Efektem walki politycznej i ekonomicznej, pomiędzy proboszczem w Okulicach a ludowcami, było rozbicie Kółka rolniczego.
6 lutego 1914 odbyło się walne zebranie członków Kółka rolniczego w Okulicach, obecnych było 90 osób, w tym 2 członków zarządu głosowało tylko 45 osób. Wybrano Zarząd Kółka rolniczego: przewodniczącym został Jan Gnutek nr.15, zastępca Kazimierz Słonina, sekretarz Jan Jagiełka, skarbnik Jan Misina, asesorzy Wojciech Kicka, Wojciech Gnutek, Józef Bednarczyk. Przystąpiono do wyboru Zarządu sklepem. Jednogłośnie kierownikiem został wybrany Wojciech Gnutek, kasjer Jan Gnutek, kontroler Kazimierz Słonina, Franciszek Łazarz, sklepikarz Jan Seliga.

Zanotowane spory trwały jeszcze w końcu 1917 roku.
W Okulicach Spółdzielnie Mleczarską założono w 1927 roku. Na koniec 1929 zrzeszała ona 740 członków, posiadających 1295 krów. Punktów odbiorczych mleka było 6, zatrudniano 10 pracowników najemnych. W roku 1929 dostarczono 586 tys. litrów mleka. Z przeróbki otrzymano 23587 kg masła.

## Zabytki
Obiekt wpisany do rejestru zabytków nieruchomych województwa małopolskiego.
- Dzwonnica kościelna, drewniana (nr rej. A-111 z 20 II 1969) została wzniesiona w 1837 (1857) roku. Obecnie stoi w północno-zachodnim narożniku placu przykościelnego. Do roku 1959 stała we wschodniej części placu (w 1938 r. miała cztery dzwony).

## Legenda i okruch prawdy
W czasie buntów panów małopolskich z biskupem Pawłem z Przemkowa na czele, przeciwko Leszkowi Czarnemu, w interesie Konrada Czerskiego, przyszło 3 maja 1285 roku do krwawej bitwy między obu stronami na polach bogucickich nad Rabą. Leszka Czarnego wspomagali wtedy Węgrzy i Kumanowie pod wodzą Jerzego Baksy. Leszek Czarny wyszedł z tej bitwy zwycięsko.

Określenie „nad Rabą”. Raba kiedyś płynęła meandrami bardziej na wschód. Obecnie granica gminy Rzezawa, na odcinku Ostrów – Zatoka przebiega po starych zakolach Raby. Również w najbliższym sąsiedztwie kościoła widoczne są starorzecza Raby.
W wieku XVIII powstała, lub została zapisana pieśń „Ranna Jutrzenka” a w niej fragmenty:
- pokruszył głowę szatana
- wypędził z Polski tyrana
- jako czarta piekielnego zgniotłeś Turczyna strasznego
- nad Rabą wieś Turzec zwano, tam Turków szeregowano
- a w Ostrowie szturmowali, swej ostrości doświadczali
- w Mikluszowicach mieszkali, skąd szeregi ustawiali
- Cerekiew we krwi stanęła, gdy się bitwa ukończyła
- gdy paręset lat minęło, to zdarzenie nastąpiło

Leszek Czarny, Tatarzy czy Turcy. A może w pobliżu Okulic było więcej bitew. Nad Rabą, jako przysiółek Majkowic Turzec. W nazwach terenowych Dąbrówki Czernichowiec – według przekazu ustnego, to tam się ukrywały pogańskie wojska.

## Oświata i kultura
W Okulicach istnieje Publiczna Szkoła Podstawowa im. gen. Leopolda Okulickiego. Dzieci w wieku gimnazjalnym dojeżdżają do gimnazjum w Dąbrówce. Tutejsze siostry zakonne prowadzą ochronkę.
Od 1936 roku działa tu Orkiestra Dęta Okulice pod patronatem Rady Gminy i tutejszej parafii.

### Historia szkoły
Szkoła w Okulicach powstała w roku 1856. Pracowała przez 6 lat. Wznowiła działalność jako szkoła 1-klasowa w roku 1881.
Pod koniec 1940 roku Jan Iwański, nauczyciel z Mikluszowic, zorganizował tajny komplet nauczania w Okulicach, na poziomie gimnazjalnym. W pracy tej pomagała mu Klementyna Iwańska, oraz Helena Rutkowska, która pracowała od 1 stycznia 1943 do 15 grudnia 1944 roku. Duże zasługi miał ks. Mazur, który dostarczył książki i czuwał nad bezpieczeństwem pracy.

## OSP Okulice
W Okulicach od 1930 roku istnieje jednostka OSP.

## Znane osoby związane z miejscowością
- Leopold Okulicki.
- Ks. Andrzej Mucha urodził się 26 września 1850 r. w Kasinie Małej. 29 czerwca 1884 został kapelanem lokalnym w Okulicach, które w 1888 r. zostały podniesione do rangi probostwa. W 1891 sprowadził do parafii siostry Służebniczki. Zmarł 18 grudnia 1938 roku.

Zakładał Kółko Rolnicze w 1890 roku. Był inicjatorem założenia Kasy Raiffeisena (Kasy Stewczyka), mleczarni, składnicy pocztowej, budowy utwardzonej drogi do Brzeska, domu parafialnego oraz szkoły.
- Franciszek Wojtoń „Gozdawa”. Urodził się w Jodłówce. Brał udział w akcji 11 listopada 1943 r. na Urząd Gminy, Urząd Skarbowy i pocztę w Brzesku. 25 października 1944 r. w akcji przeciwko bimbrownikom we wsi Grądy został ranny. Został przewieziony do Okulic, do sióstr zakonnych. Zmarł z upływu krwi i tężca 28 października 1944 r. w wieku 33 lat. Spoczął na parafialnym cmentarzu w Bratucicach.

## M.U.K.S Strzelec Okulice
Klub powstał w roku 2000 na bazie zespołu LZS Dąbrowianka. Tradycyjne barwy to czerwono-biało-niebieskie. Zespół rozgrywa swoje mecze na boisku sportowym w Buczkowie.